# Gustav Manitius
Gustav Manitius (* 7. Februar 1880 in Konstantynów, Polen; † 30. Januar 1940 in Posen) war ein lutherischer Theologe, als Senior geistliches Oberhaupt der Großpolnischen Diözese der Evangelisch-Augsburgischen Kirche in Polen und Opfer des Nationalsozialismus. 

## Leben und Wirken
Gustav (polnisch: Gustaw) Manitius wurde als Sohn des Pfarrers Sigismund Manitius und Enkel des Generalsuperintendenten Karl Gustav Manitius geboren. Sein Theologiestudium absolvierte er an der Kaiserlichen Universität Dorpat, wo er am 10. Februar 1907 zum geistlichen Amt ordiniert wurde.
Manitius arbeitete von 1907 bis 1909 als Vikar an der St.-Trinitatis-Kirche in Łódź, wo er auch am Lodzer Deutschen Gymnasium unterrichtete, und von 1909 bis 1910 in Zdunska-Wola. 1911 bis 1924 war er in Zdunska-Wola auch als Pfarrer tätig. In der damals überwiegend deutschen Gemeinde gab es auch eine polnische Minderheit.
Manitius hatte während des Ersten Weltkrieges einen schweren Stand gegenüber (den reichsdeutschen) politischen Behörden, speziell in der Schulfrage. Für die Stadt Zdunska-Wola entfaltete er eine rege Tätigkeit, sowohl im Stadtrat als auch bei der Gründung des Gymnasiums.
Von 1924 bis 1939 war Gustav Manitius Pfarrer der neu gegründeten polnischsprachigen lutherischen Gemeinde in Posen, ab 1925 auch Administrator der ebenfalls neu gegründeten polnischsprachigen lutherischen Christus-Heiland-Kirchengemeinde Bromberg, und von 1937 bis 1939 als Senior das geistliche Oberhaupt der Diözese Großpolen der Evangelisch-Augsburgischen Kirche in Polen.
Während der deutschen Besatzung Polens wurde er am 9. Oktober 1939 von der Gestapo verhaftet und im Posener Gefängnis an der ul. Młynska (Mühlen-Str.) eingekerkert. Nach seinem Verhör am 14. Oktober 1939 brachte man ihn in das berüchtigte Fort VII. der Festung Posen. Nach polnischen Berichten wurde er von betrunkenen SS- und Selbstschutz-Männern am 30. Januar 1940, die den 7. Jahrestag der nationalsozialistischen „Machtergreifung“ feierten, aus seiner Zelle herausgezerrt und mit Stöcken zu Tode geprügelt.